# Schefflera mannii
Espèce
Synonymes
- Astropanax mannii (préféré par NCBI)[2]
- Astropanax mannii (Hook.f.) Seem.[1]
- Brassaia mannii (Hook.f.) Hutch.[1]
- Heptapleurum mannii (Hook.f.) Benth.[1]
- Paratropia mannii Hook.f.[3] [1]
- Schefflera mannii (Hook.f.) Harms (Hook.f.) Harms (préféré par UICN)[3]
- Schefflera mannii var. lancifolia Harms[1]
- Schefflera mannii[2]
- Sciodaphyllum mannii (Hook.f.) Seem.[1]

Statut de conservation UICN

 VU A2c : Vulnérable
Schefflera mannii (Hook.f.) Harms est une espèce de plante à fleurs de la famille des Araliaceae et du genre Schefflera. C'est un arbre ou un arbuste endémique de la ligne montagneuse du Cameroun.

## Étymologie
Son épithète spécifique mannii rend hommage au botaniste allemand Gustav Mann, qui  collecta plusieurs spécimens.

## Description
C'est un arbuste ou arbre pouvant 20 m de hauteur.

## Distribution
Subendémique, commune, mais jugée vulnérable, l'espèce a été observée principalement au Cameroun (dont mont Cameroun, mont Koupé, mont Manengouba, mont Oku, monts Bamboutos, réserve forestière de Bafut Ngemba), également en Guinée équatoriale sur l'île d'Annobón et Bioko, au sud-est du Nigeria et à Sao Tomé-et-Principe sur l'île de São Tomé.

## Liste des variétés
Selon Tropicos (22 janvier 2018) :
- variété Schefflera mannii var. lancifolia Harms